# Inspección Técnica de Vehículos de Asturias

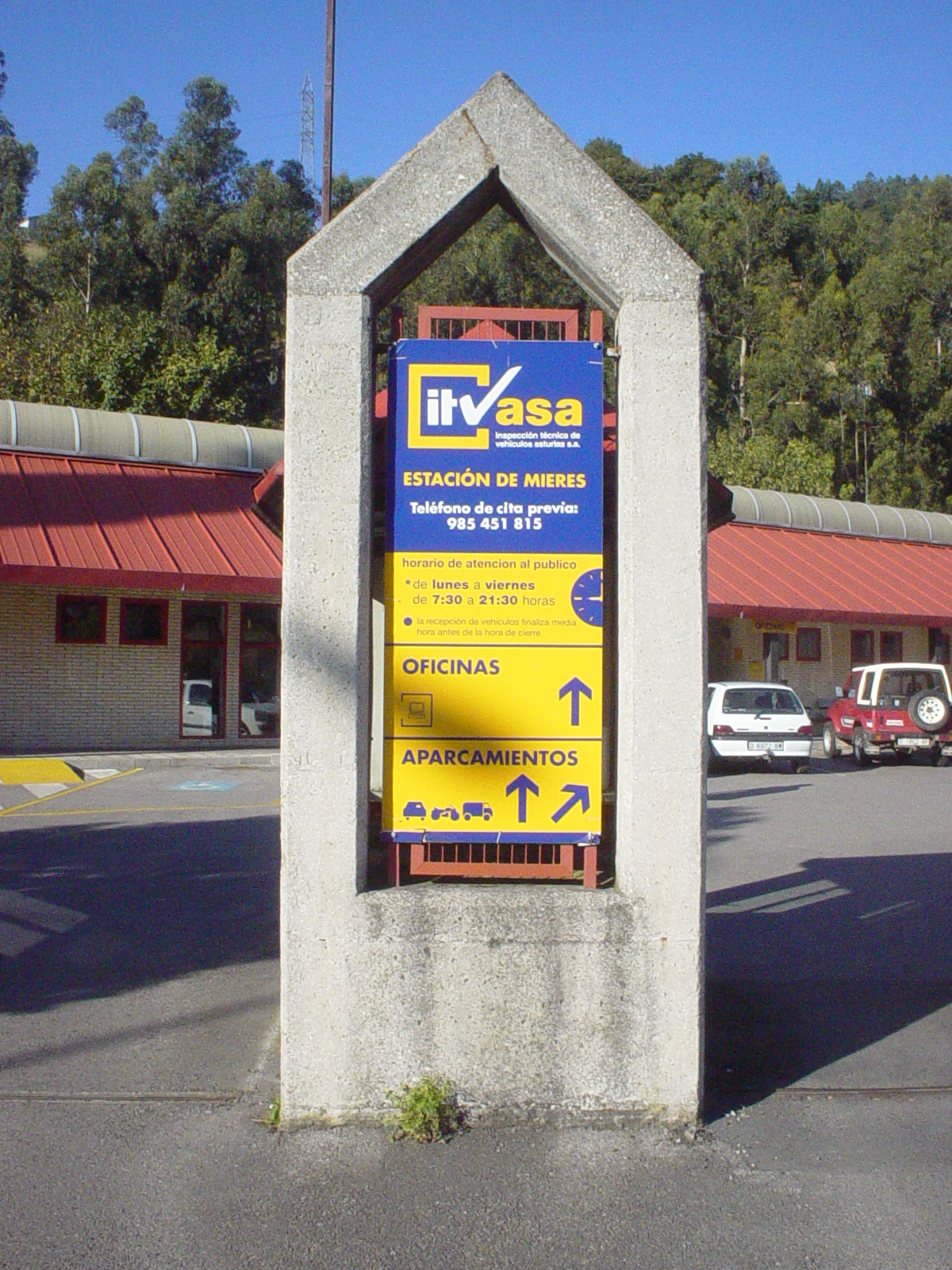
Estación de ITVASA en Mieres

Inspección Técnica de Vehículos de Asturias Sociedad Anónima (ITVASA) es una sociedad anónima cuyo socio único es la comunidad autónoma del Principado de Asturias. Actualmente está adscrita a la Consejería de Empleo, Industria y Turismo.
La sociedad se creó mediante la Ley del Principado de Asturias 6/1987, de 23 de diciembre, por la que se autoriza la constitución de una empresa con destino a la realización de la Inspección Técnica de Vehículos (ITV) y se constituyó el 10 de febrero de 1988, comenzando sus actividades en abril de ese mismo año. 

## Estaciones fijas
Las estaciones fijas son las siguientes:
- Pruvia
- Mieres
- Oriente
- Gijón
- Gijón-Granda
- Jarrio
- Nalón
- Avilés
- Cangas
- Siero

## Conflictos
En 2024 Adrián Barbón instó a los trabajadores de Itvasa en huelga a que elevasen su productividad, pasando de las 13 revisiones por empleado que realizan actualmente a 15 revisiones, indicando que la media en Andalucía son 23 revisiones.